# 1832 en santé et médecine
| Années de la santé et de la médecine : 1829 - 1830 - 1831 - 1832 - 1833 - 1834 - 1835    |
| Décennies de la santé et de la médecine : 1800 - 1810 - 1820 - 1830 - 1840 - 1850 - 1860 |

Cet article présente les faits marquants de l'année 1832 en santé et médecine.

## Événements
- 10 et 24 janvier : première description clinique du lymphome de Hodgkin par Thomas Hodgkin dans son mémoire intitulé On some morbid appearance of absorbent glands and spleen (Sur certains aspects pathologiques des ganglions lymphatiques et de la rate) lut devant la Medical and Chirurgical Society of London[1].

- Création de l'École d'instruction de l'armée à Alger, organisée par Lucien Baudens à l'hôpital du Dey de Bab El Oued (futur hôpital Maillot)[2].
- Deuxième pandémie de choléra, en Asie, puis en Europe de l'Est, s'étendant à toute l'Europe occidentale[3] puis à l'Amérique. Parmi les victimes, un roi (Charles X), un philosophe (Georg Wilhelm Friedrich Hegel) et les scientifiques Sadi Carnot, Jean-François Champollion, Georges Cuvier et Antoine-Jean Saint-Martin.

## Publications
- Commence à paraître à Paris chez Béchet Jeune le Dictionnaire de médecine, ou Répertoire général des sciences médicales considérées sous le rapport théorique. — En ligne : 2e  éd., vol. 4 ; 2e  éd., vol. 16 ; 2e  éd., vol. 20.
- Jean-Baptiste Bouillaud : Traité pratique, théorique et statistique du choléra-morbus de Paris : appuyé sur un grand nombre d'observations recueillies à l'hôpital de la Pitié.
- Jules Guérin (responsable légal) : Examen de la doctrine physiologique : appliquée à l'étude et au traitement du choléra-morbus ; suivie de l'histoire de la maladie de M. Casimir Périer[4].
- Félix Hippolyte Larrey : Traitement des fractures des membres par l'appareil inamovible. — Thèse.
- A. Neuville, Relation sur le choléra morbus observé à Paris : dans le mois d'avril 1832, suivie d'un rapport sur l'épidémie cholérique, qui a régné dans l'arrondissement de Bernay, Eure, depuis le 29 avril jusqu'au 27 septembre 1832.
- Joseph Souberbielle : Observations sur l'épidémie dysentérique qui a régné à l'école de Mars, au camp des Sablons, dans l'an 2 de la République (1793), avec des moyens employés pour la combattre.

## Naissances
- 3 janvier : Xavier Galezowski (mort en 1907), ophtalmologiste et oculiste français d'origine polonaise.
- 30 janvier :
  - Achille Berg[5] (mort en 1875), médecin réunionnais.
  - Photinos Panas (mort en 1903), ophtalmologiste et chirurgien français d'origine grecque.
- 20 avril : Ernst von Leyden (mort en 1910 en santé et médecine), médecin allemand.
- 16 août : Wilhelm Wundt (mort en 1920), psychologue, philosophe et professeur d'université allemand, considéré comme le fondateur de la psychologie expérimentale.
- 27 août : Hippolyte Barella (sv) (mort en 1902), médecin belge, membre fondateur de la Société royale de médecine publique et de topographie médicale de Belgique[6].

## Décès
- 23 avril : Joseph Audin-Rouvière (né en 1764), médecin français.
- 28 avril : Friedrich Gottlob Hayne (né en 1763), pharmacien et botaniste saxon[7].
- 11 mai : Nicolas Noël, médecin et acteur de la révolution américaine.
- 13 mai : Georges Cuvier (né en 1769), anatomiste français[8].